# لایه بالاست

## بالاست
بالاست لایه ای از مصالح سنگی شکسته با قطر متوسط ۲۰ تا ۶۰ میلیمتر است که مجموعه تراورسها و ریل بر روی آن قرار
گرفته و پیش بینی آن برای رسیدن به اهداف زیر ضروری است:
- تحمل نیروهای قائم، افقی و جانبی وارده بر تراورسها به منظور نگهداشتن خط در موقعیت معین خود
- تأمین بخشی از برجهندگی و جذب انرژی خط
- پخش و انتقال بارها به لایه‌های تحتانی
- زهکشی آبهای سطحی
- تنظیم و تراز نمودن سطح ریل حین ریل گذاری و تعمیرات
- میرایی و استهلاک ضربات، ارتعاشات و صداهای حاصل از حرکت وسایل نقلیه ریلی
- عایق یخبندان برای لایه زیر خود
- جلوگیری از رشد گیاهان در خط

بالاست